# 화산천 (울산)
화산천(禾山川)은 울산광역시 울주군 서생면 화산리의 마근저수지에서 발원하여 동해선 선로와 비슷하게 남류하다가 효암천으로 흘러드는 강이다.